# Gizewo
Gizewo (niem. Giesewen, 1938–1945 Giesenau) – wieś w Polsce położona w województwie warmińsko-mazurskim, w powiecie mrągowskim, w gminie Sorkwity. W latach 1975–1998 miejscowość administracyjnie należała do województwa olsztyńskiego.
Wieś założona została w 1573. Jan von Hoyten, dawny starosta z Szestna, sprzedał Wojtkowi Gizie ze Stamki 4 włóki sołeckie za 160 grzywien. W czasie wymierzania gruntu starosta sześcieński (Andrzej Jonasz) wykazał 23,5 włoki nadwyżki, z których w 1573 r. dwie włóki sołeckie sprzedał sonom Gizy (Jan, Jakub, Wawrzyniec). Pozostałe 21,5 włoki przeznaczono na zasiedlenie chłopami czynszowymi. Łącznie wieś posiadała 60 włók ziemi. Początkowo Gizewo należało do parafii w Szestnie potem do parafii Warpuny.
Na początku XVIII w. prawie połowa włók leżała odłogiem i trzeba było je zasiedlać ponownie. W 1760 r. powstała szkoła wiejska. W 1785 r. w Gizewie było 38 domów (wieś rozwijała się w kształcie ulicówki). W 1815 r. we wsi były 44 domy z 274 mieszkańcami. W 1818 r. w szkole nauczano dzieci po polsku (nauczyciel Ludwik Monkowius), a uczyło się 40 dzieci. W 1835 r. w Gizewie było 37 domów i 473 mieszkańców.
W 1935 r. we wsi była dwuklasowa szkoła, w której naukę pobierało 76 uczniów. Zatrudnionych było dwóch nauczycieli. W 1938 r. w ramach akcji germanizacyjnej, ówczesne władze niemieckie zmieniły urzędową nazwę wsi na Giesenau. W 1939 r. wieś miała 440 mieszkańców.